# Phreatia goodspeediana
Phreatia goodspeediana är en orkidéart som beskrevs av Alex Drum Hawkes. Phreatia goodspeediana ingår i släktet Phreatia och familjen orkidéer. Inga underarter finns listade i Catalogue of Life.